# Dolus-le-Sec
 Dolus-le-Sec  es una población y comuna francesa, situada en la región de  Centro, departamento de Indre y Loira, en el distrito de Loches y cantón de Loches.

## Demografía
| 598 | 562 | 481 | 437 | 507 | 538 |
| Para los censos de 1962 a 1999 la población legal corresponde a la población sin duplicidades (Fuente: INSEE [Consultar]) |     |     |     |     |     |